# Rhachidomorpha adunca
Rhachidomorpha adunca är en mångfotingart som först beskrevs av Henri Saussure och Jean-Henri Humbert 1872.  Rhachidomorpha adunca ingår i släktet Rhachidomorpha och familjen Rhachodesmidae. Inga underarter finns listade i Catalogue of Life.